# Zobordarázs
Zobordarázs (szlovákul: Dražovce) Nyitra városrésze, egykor önálló falu Szlovákiában, a Nyitrai kerületben, a Nyitrai járásban.

## Fekvése
Nyitra központjától 5 km-re északra, a Zobor-hegy nyugati oldalán fekszik.

## Története

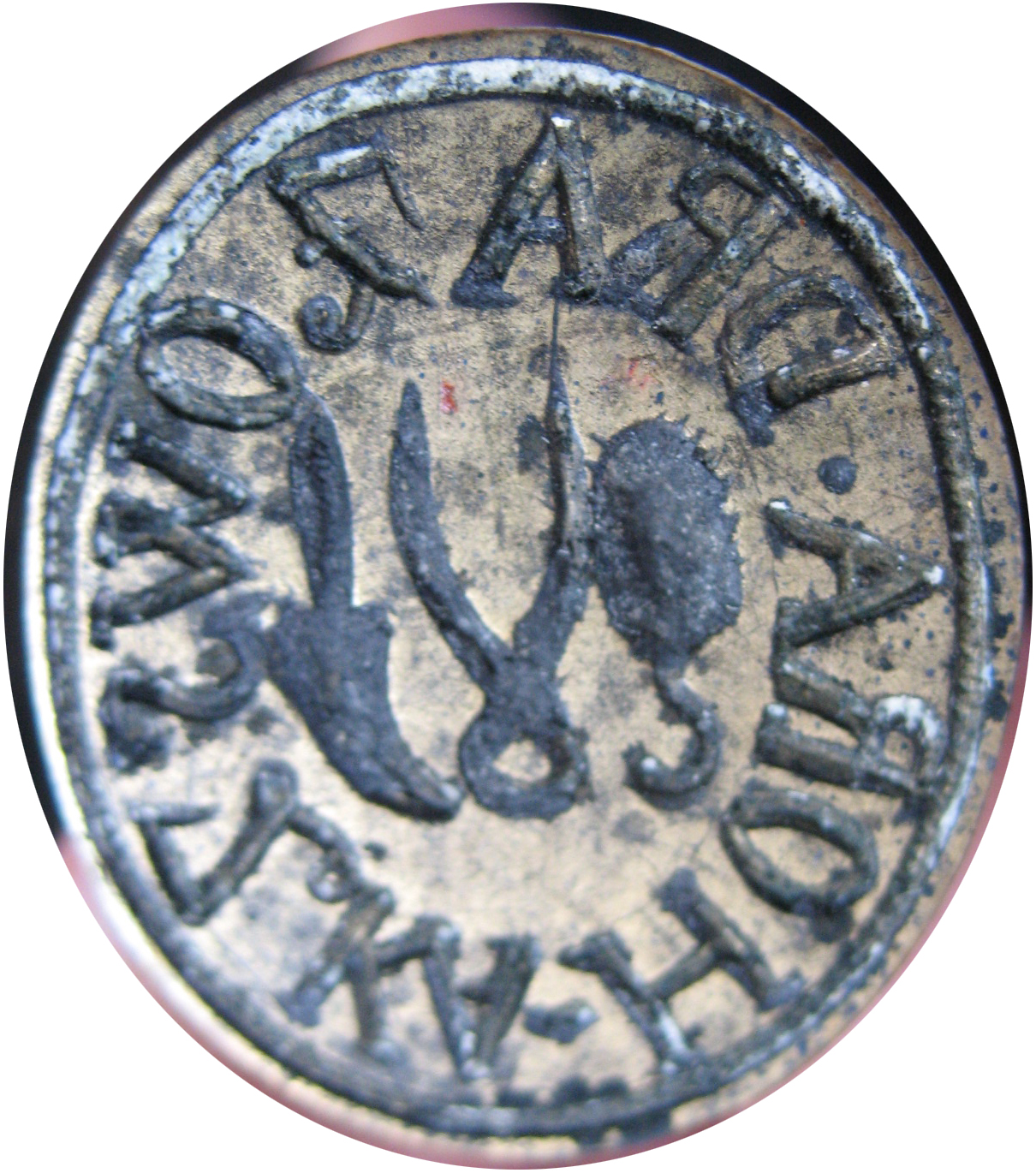
Zobordarázs hegyközségének egykori pecsétje

A régészeti leletek szerint a falu felett 200 m magasan emelkedő hegynyúlványon, ahol a középkori templom is áll, már a kőkorszakban is éltek emberek. Ezt igazolják az itt talált kőeszközök, cserépmaradványok és tűzhelyek nyomai.
A falu 1113-ban a Zoborhegyi apátság birtokösszeírásában "Drasei" néven szerepel először. A zobori kolostor faluja volt. Körülbelül ebből az időből származik az a sáncvár, melynek mintegy méter magasan álló maradványai ma is láthatók, valamint a helyet uraló 12. századi Szent Mihály-templom. A templom körül középkori temető maradványait tárták fel, melyet a 11. és 17. század közötti időszakban használtak. A hegy alatti falut 1349-ben "Darasy" alakban említik.
A falu plébániáját 1788-ban alapították, temploma 1803-ban épült. A 19. században a nyitrai püspökség birtoka volt.
Vályi András szerint "DARÁZSI. Drasovtze. Elegyes magyar, és tót falu Nyitra Vármegyében, földes ura a’ Királyi Kamara, lakosai katolikusok, fekszik Nyitra vize mellett, Nyitra Városától nem meszsze, ámbár földgyei második Osztálybéliek; de mivel mind a’ kétféle fája elegendő, ’s termékeny szőlő hegyei vagynak, elegendő legelője, gyümöltse sok, mellyet jól elárúlhatnak, malma helyben, piatzozása közel Nyitrán, első Osztálybéli."
Fényes Elek szerint "Darázs, Nyitra m. tót falu, a Nyitra viz mellett, Nyitrától északra egy órányira, igen kies vidéken. – Számlál 756 kath. lak. Régi gothus kath. temploma nézésre méltó; szántóföldei középszerük; rétei kétszer kaszálhatók; erdeje s malma van. F. u. a nyitrai püspök."
Nyitra vármegye monográfiája szerint "Darázs, a Zoborhegy tövében Nyitra közelében fekvő tót község, 988 r. katholikus lakossal. Posta-, táviró- és vasúti állomása Nyitra. 1113-ban már a zobori apátsághoz tartozott és „Drasej” név alatt említtetik. Kis kápolnája, mely a Zobor-hegy egyik nyúlványán, magasan a falu fölött áll, még az Árpádházi királyok korából való. Építési idejét a XII. századba teszik. Temploma kőfallal van körülvéve és 1803-ban épült. Kegyura a nyitrai püspök. A zobori kolostor is, melyről már megemlékeztünk, ide tartozik. A község határában gazdag kavicsbányák vannak, melyek elsőrendü útburkoló anyagot szolgáltatnak. A F. M. K. E.-nek itt is van ovodája."
A trianoni diktátumig Nyitra vármegye Nyitrai járásához tartozott. 1936. május 30-án nagy jégeső károsította meg Nyitrát, valamint Alsó- és Felsőköröskény, Berencs, Cabajcsápor, Csekej, Nagyemőke, Nagycétény, Nyitracsehi, Nyitraegerszeg, Salgó, Tormos, Ürmény, Üzbég, Vicsáp és Apáti, illetve Zobordarázs falvakat.
1975-óta Nyitra városrésze.

## Népessége
1880-ban 891 lakosából 803 szlovák, 24 magyar, 13 német, 11 egyéb anyanyelvű és 39 csecsemő.
1890-ben 944 szlovák és 26 magyar anyanyelvű lakta.
1900-ban 1091 szlovák és 18 magyar anyanyelvű lakta.
1910-ben 1315 lakosából 1271 szlovák, 26 magyar, 2 német és 16 egyéb anyanyelvű volt.
1921-ben 1403 csehszlovák és 1 magyar lakta.
1930-ban 1587 csehszlovák lakta.

## Nevezetességei

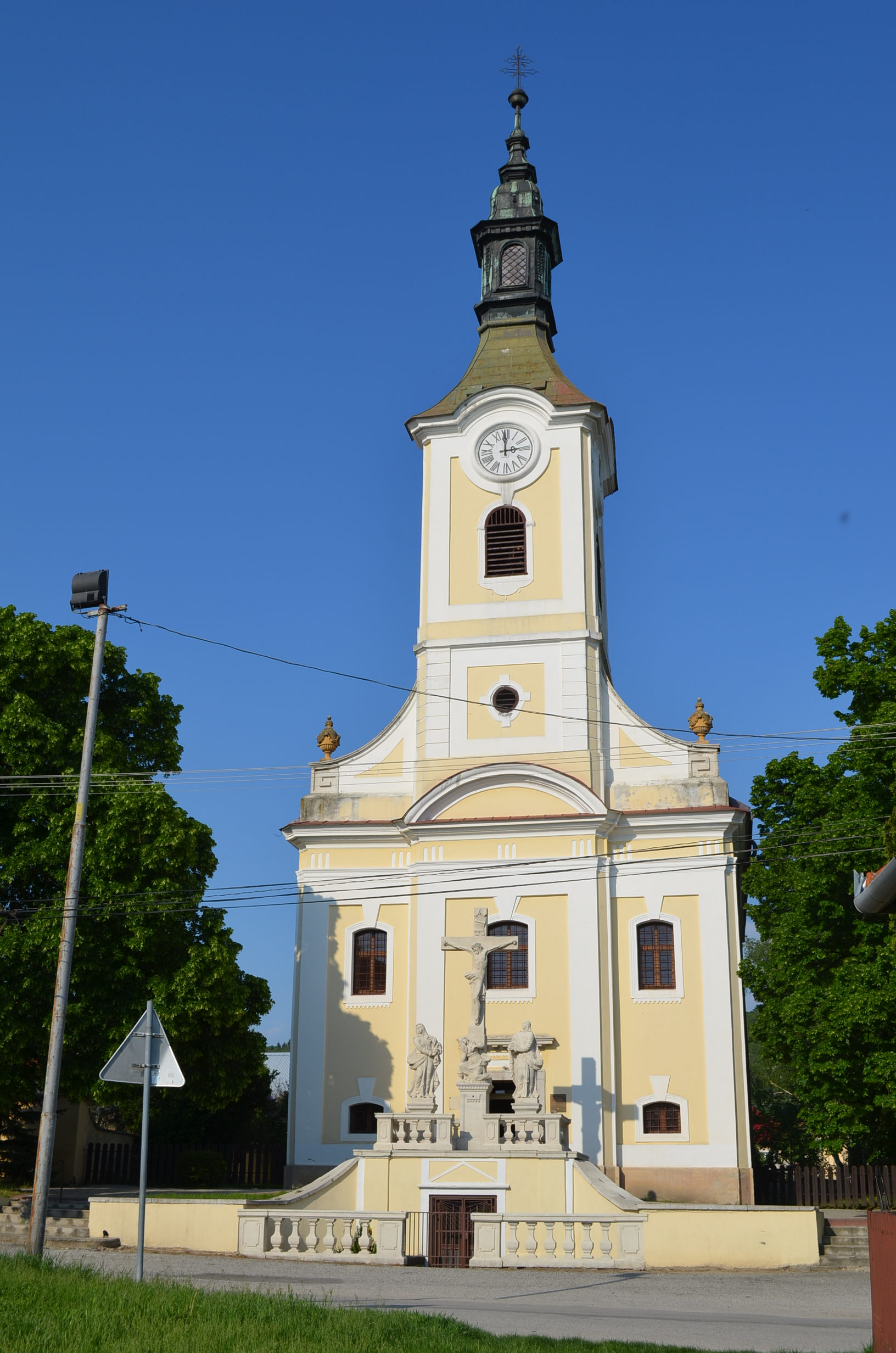
Xavéri Szent Ferenc templom

- A Zobor-hegy nyugati lejtőjén áll a 12. században, román stílusban épült Szent Mihály-templom.
- Xavéri Szent Ferenc tiszteletére szentelt, római katolikus temploma 1803-ban épült klasszicista stílusban. A templom előtti golgota 1760-ból való, barokk-klasszicista stílusú, eredetileg a zoborhegyi kamalduli kolostorban állt. A főoltár képe 1782-ben, a Szűz Mária oltár 1812-ben készült. Nepomuki Szent János szobra 1780-ból való. A falakon látható keresztút szintén 18. századi műalkotás. A templom harangját 1751-ben öntötték, a kolostorból került ide.
- Az egykori kolostor. Most kórház van a falai között.
- Szőlőművelésének nagy hagyományaira emlékeztet a hegykönyv, a hegyközség egykori pecsétje, mint ahogy az Orbán napjához és szobrához kapcsolódó szokások és történetek is.[5]

## Külső hivatkozások
- Képek az apátságról

- Slovakia travel
- A zobordarázsi sáncvár (magyarul)
- Katolikus lexikon
- A Xavéri Szent Ferenc tisztelet emlékei Magyarországon
- hradiska.sk